# Фридрих VII фон Лайнинген
Фридрих VII фон Лайнинген (на немски: Friedrich VII von Leiningen; † между 3 март 1377 и 19 януари 1378) е граф на Лайнинген-Дагсбург.

## Произход
Той е големият син на граф Фридрих VI фон Лайнинген (1294 – 1342) и съпругата му Юта фон Изенбург-Лимбург († 1335), дъщеря на Йохан I фон Изенбург-Лимбург (1266 – 1335) и Уда фон Равенсберг († 1313). Брат е на граф Фридрих VIII фон Лайнинген-Дагсбург († 1397).

## Фамилия
Фридрих VII се жени преди 9 август 1353 г. за Йоланда (Мари) дьо Блоа-Шатийон (* 1323; † 28 май 1363/31 декември 1363), вдовица на херцог Рудолф фон Лотарингия († 1346), дъщеря на граф Гуй I дьо Шатийон-Блоа († 1342) и Маргарет дьо Валоа († 1342). Те нямат деца.
С Йоланда ван Гулик-Бергхайм († 1363) той има дъщеря:
- Анна ван Лайининген, омъжена за Цведер ван Абкоуде († 12 април 1400), син на Гизберт господар на Абкоуде-Вик и Йохана ван Хорн-Гаесбек